# Euro Winners Cup femminile 2018
La Euro Winners Cup femminile 2018 è la 3ª edizione del torneo. Iniziata il 28 maggio 2018 e terminata il 3 giugno 2018.
La squadra vincitrice è il WFC Zvezda che ha battuto in finale il Portsmouth Ladies per 2 a 0 a Nazaré.

## Squadre partecipanti
Il numero di squadre partecipanti è di 20, provenienti da 12 differenti paesi.
| Fase a gironi       | Fase a gironi            | Fase a gironi         | Fase a gironi           |
| ------------------- | ------------------------ | --------------------- | ----------------------- |
| Sporting CP         | AIS Playas de San Javier | DTS Ede               | WFC Zvezda              |
| Havana Shots Aargau | Femenino Cáceres         | Amnéville             | Beachkick Ladies Berlin |
| Higicontrol Melilla | Lady Grembach EE Łódź    | Grande Motte Pyramide | Nõmme Kalju             |
| Roses Platja        | KU AZS UAM Poznan        | Lokrians              | Portsmouth Ladies       |
| Madrid              | HTC Zwolle               | Terracina Ladies      | Vetlanda United         |

## Sede

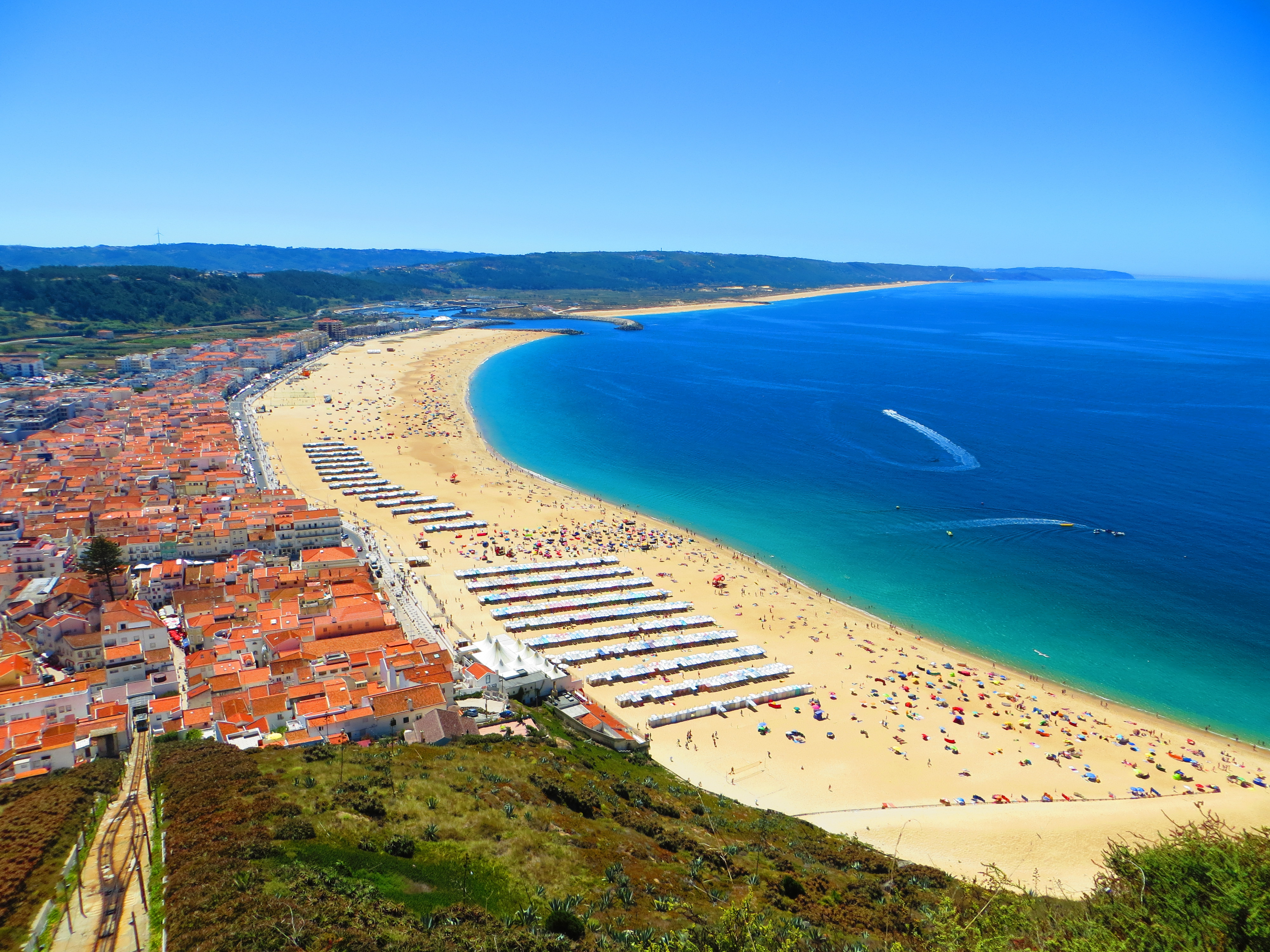
Praia de Nazaré è dove verranno giocate le partite per il secondo anno consecutivo.

Tre sedi sono state utilizzate in una città ospitante: Nazaré, Distretto di Leiria, Portogallo.
Le partite si sono svolte a Praia de Nazaré su tre diversi campi:
- Il campo principale, altrimenti noto come Estádio do Viveiro (Stadio Viveiro), con una capacità di 1.600.[8] Ha ospitato 12 incontri, tutti quelli dai quarti in poi e quelli della squadra di casa.
- Il campo 2, un campo appositamente progettato, adiacente allo stadio principale. Ha ospitato 24 partite.
- Il campo 3, adiacente al 2. Ha ospitato 26 partite dei soli giorni.

## Fase a gironi
Gli incontri della fase a gironi sono stati annunciati il 16 maggio.

### Gruppo A
| Pos. | Squadra               | G | V | V+ | VP | P | GF | GS | DG | Pt |
| ---- | --------------------- | - | - | -- | -- | - | -- | -- | -- | -- |
| 1    | Higicontrol Melilla   | 3 | 3 | 0  | 0  | 0 | 17 | 8  | +9 | 9  |
| 2    | Lady Grembach EE Łódź | 3 | 2 | 0  | 0  | 1 | 13 | 10 | +3 | 6  |
| 3    | Sporting CP           | 3 | 1 | 0  | 0  | 2 | 9  | 12 | –3 | 3  |
| 4    | Vetlanda United       | 3 | 0 | 0  | 0  | 3 | 4  | 13 | –9 | 0  |

| Squadra 1           | Risultato      | Squadra 2             |
| ------------------- | -------------- | --------------------- |
| Vetlanda United     | 1-5 Report(ru) | Lady Grembach EE Łódź |
| Sporting CP         | 3-6 Report(ru) | Higicontrol Melilla   |
| Higicontrol Melilla | 6-4 Report(ru) | Lady Grembach EE Łódź |
| Vetlanda United     | 2-3 Report(ru) | Sporting CP           |
| Vetlanda United     | 1-5 Report(ru) | Higicontrol Melilla   |
| Sporting CP         | 4-3 Report(ru) | Lady Grembach EE Łódź |

### Gruppo B
| Pos. | Squadra                 | G | V | V+ | VP | P | GF | GS | DG | Pt |
| ---- | ----------------------- | - | - | -- | -- | - | -- | -- | -- | -- |
| 1    | Beachkick Ladies Berlin | 3 | 2 | 0  | 0  | 1 | 9  | 7  | +2 | 6  |
| 2    | Lokrians                | 3 | 2 | 0  | 0  | 1 | 13 | 13 | 0  | 6  |
| 3    | Havana Shots Aargau     | 3 | 1 | 0  | 0  | 2 | 8  | 11 | –3 | 3  |
| 4    | Madrid                  | 3 | 1 | 0  | 0  | 2 | 9  | 8  | +1 | 3  |

| Squadra 1           | Risultato      | Squadra 2               |
| ------------------- | -------------- | ----------------------- |
| Lokrians            | 2-4 Report(ru) | Beachkick Ladies Berlin |
| Madrid              | 1-2 Report(ru) | Havana Shots Aargau     |
| Madrid              | 4-1 Report(ru) | Beachkick Ladies Berlin |
| Havana Shots Aargau | 5-6 Report(ru) | Lokrians                |
| Madrid              | 4-5 Report(ru) | Lokrians                |
| Havana Shots Aargau | 1-4 Report(ru) | Beachkick Ladies Berlin |

### Gruppo C
| Pos. | Squadra           | G | V | V+ | VP | P | GF | GS | DG  | Pt |  |
| ---- | ----------------- | - | - | -- | -- | - | -- | -- | --- | -- |  |
| 1    | Portsmouth Ladies | 3 | 3 | 0  | 0  | 0 | 34 | 5  | +29 | 9  |  |
| 2    | HTC Zwolle        | 3 | 2 | 0  | 0  | 1 | 10 | 10 | 0   | 6  |  |
| 3    | Femenino Cáceres  | 3 | 1 | 0  | 0  | 2 | 6  | 15 | –9  | 3  |  |
| 4    | Nõmme Kalju       | 3 | 0 | 0  | 0  | 3 | 4  | 24 | –20 | 0  |  |

| Squadra 1        | Risultato       | Squadra 2         |
| ---------------- | --------------- | ----------------- |
| Femenino Cáceres | 1-3 Report(ru)  | HTC Zwolle        |
| Nõmme Kalju      | 1-16 Report(ru) | Portsmouth Ladies |
| HTC Zwolle       | 4-2 Report(ru)  | Nõmme Kalju       |
| Femenino Cáceres | 1-11 Report(ru) | Portsmouth Ladies |
| Nõmme Kalju      | 1-4 Report(ru)  | Femenino Cáceres  |
| HTC Zwolle       | 3-7 Report(ru)  | Portsmouth Ladies |

### Gruppo D
| Pos. | Squadra                  | G | V | V+ | VP | P | GF | GS | DG | Pt |  |
| ---- | ------------------------ | - | - | -- | -- | - | -- | -- | -- | -- |  |
| 1    | AIS Playas de San Javier | 3 | 2 | 0  | 0  | 1 | 11 | 7  | +4 | 6  |  |
| 2    | Amnéville                | 3 | 2 | 0  | 0  | 1 | 9  | 8  | +1 | 6  |  |
| 3    | Terracina Ladies         | 3 | 2 | 0  | 0  | 1 | 11 | 9  | +2 | 6  |  |
| 4    | DTS Ede                  | 3 | 0 | 0  | 0  | 3 | 6  | 13 | –7 | 0  |  |

| Squadra 1                | Risultato      | Squadra 2                |
| ------------------------ | -------------- | ------------------------ |
| Terracina Ladies         | 2-4 Report(ru) | Amnéville                |
| DTS Ede                  | 2-4 Report(ru) | AIS Playas de San Javier |
| Terracina Ladies         | 5-2 Report(ru) | DTS Ede                  |
| Amnéville                | 1-4 Report(ru) | AIS Playas de San Javier |
| DTS Ede                  | 2-4 Report(ru) | Amnéville                |
| AIS Playas de San Javier | 3-4 Report(ru) | Terracina Ladies         |

### Gruppo E
| Pos. | Squadra               | G | V | V+ | VP | P | GF | GS | DG | Pt |  |
| ---- | --------------------- | - | - | -- | -- | - | -- | -- | -- | -- |  |
| 1    | WFC Zvezda            | 3 | 1 | 1  | 1  | 0 | 15 | 9  | +6 | 6  |  |
| 2    | Roses Platja          | 3 | 2 | 0  | 0  | 1 | 12 | 7  | +5 | 6  |  |
| 3    | KU AZS UAM Poznan     | 3 | 1 | 0  | 0  | 2 | 6  | 11 | –5 | 3  |  |
| 4    | Grande Motte Pyramide | 3 | 0 | 0  | 0  | 3 | 7  | 13 | –6 | 0  |  |

| Squadra 1             | Risultato                | Squadra 2         |
| --------------------- | ------------------------ | ----------------- |
| Grande Motte Pyramide | 4-6 (dts) Report(ru)     | WFC Zvezda        |
| KU AZS UAM Poznan     | 2-4 Report(ru)           | Roses Platja      |
| WFC Zvezda            | 6-2 Report(ru)           | KU AZS UAM Poznan |
| Grande Motte Pyramide | 2-5 Report(ru)           | Roses Platja      |
| Grande Motte Pyramide | 1-2 Report(ru)           | KU AZS UAM Poznan |
| Roses Platja          | 3-3 (1-3 dcr) Report(ru) | WFC Zvezda        |

## Tabellone (fase finale)
Si sono qualificate per la fase ad eliminazione diretta le prime 3 classificate di ogni girone più la migliore quarta.
|  | Ottavi di finale            | Ottavi di finale         |                          |       | Quarti di finale          | Quarti di finale          |  |  | Semifinali | Semifinali |  |  | Finale | Finale |
|  |                             |                          |                          |       |                           |                           |  |  |            |            |  |  |        |        |
|  |                             |                          |                          |       |                           |                           |  |  |            |            |  |  |        |        |
|  |                             |                          |                          |       |                           |                           |  |  |            |            |  |  |        |        |
|  | Amnéville                   | 7                        |                          |       |                           |                           |  |  |            |            |  |  |        |        |
|  | Amnéville                   | 7                        |                          |       |                           |                           |  |  |            |            |  |  |        |        |
|  | KU AZS UAM Poznan           | 5                        |                          |       |                           |                           |  |  |            |            |  |  |        |        |
|  | KU AZS UAM Poznan           | 5                        | Amnéville                | 3     |                           |                           |  |  |            |            |  |  |        |        |
|  |                             |                          | Amnéville                | 3     |                           |                           |  |  |            |            |  |  |        |        |
|  |                             | Femenino Cáceres         | 1                        |       |                           |                           |  |  |            |            |  |  |        |        |
|  | Femenino Cáceres (dcr)      | Femenino Cáceres         | 1                        | 3 (3) |                           |                           |  |  |            |            |  |  |        |        |
|  | Femenino Cáceres (dcr)      |                          |                          | 3 (3) |                           |                           |  |  |            |            |  |  |        |        |
|  | Higicontrol Melilla         | 3 (1)                    |                          |       |                           |                           |  |  |            |            |  |  |        |        |
|  | Higicontrol Melilla         | 3 (1)                    | Amnéville                | 4     |                           |                           |  |  |            |            |  |  |        |        |
|  |                             |                          | Amnéville                | 4     |                           |                           |  |  |            |            |  |  |        |        |
|  |                             | Portsmouth Ladies        | 5                        |       |                           |                           |  |  |            |            |  |  |        |        |
|  | Lady Grembach EE Łódź (dts) | Portsmouth Ladies        | 5                        | 4     |                           |                           |  |  |            |            |  |  |        |        |
|  | Lady Grembach EE Łódź (dts) |                          |                          | 4     |                           |                           |  |  |            |            |  |  |        |        |
|  | Madrid                      | 3                        |                          |       |                           |                           |  |  |            |            |  |  |        |        |
|  | Madrid                      | 3                        | Portsmouth Ladies (dcr)  | 4 (5) |                           |                           |  |  |            |            |  |  |        |        |
|  |                             |                          | Portsmouth Ladies (dcr)  | 4 (5) |                           |                           |  |  |            |            |  |  |        |        |
|  |                             | Lady Grembach EE Łódź    | 4 (4)                    |       |                           |                           |  |  |            |            |  |  |        |        |
|  | Terracina Ladies            | Lady Grembach EE Łódź    | 4 (4)                    | 2     |                           |                           |  |  |            |            |  |  |        |        |
|  | Terracina Ladies            |                          |                          | 2     |                           |                           |  |  |            |            |  |  |        |        |
|  | Portsmouth Ladies           | 4                        |                          |       |                           |                           |  |  |            |            |  |  |        |        |
|  | Portsmouth Ladies           | 4                        | WFC Zvezda               | 2     |                           |                           |  |  |            |            |  |  |        |        |
|  |                             |                          | WFC Zvezda               | 2     |                           |                           |  |  |            |            |  |  |        |        |
|  |                             | Portsmouth Ladies        | 0                        |       |                           |                           |  |  |            |            |  |  |        |        |
|  | WFC Zvezda                  | Portsmouth Ladies        | 0                        | 6     |                           |                           |  |  |            |            |  |  |        |        |
|  | WFC Zvezda                  |                          |                          | 6     |                           |                           |  |  |            |            |  |  |        |        |
|  | HTC Zwolle                  | 2                        |                          |       |                           |                           |  |  |            |            |  |  |        |        |
|  | HTC Zwolle                  | 2                        | Havana Shots Aargau      | 2     |                           |                           |  |  |            |            |  |  |        |        |
|  |                             |                          | Havana Shots Aargau      | 2     |                           |                           |  |  |            |            |  |  |        |        |
|  |                             | WFC Zvezda               | 5                        |       |                           |                           |  |  |            |            |  |  |        |        |
|  | Havana Shots Aargau         | WFC Zvezda               | 5                        | 2     |                           |                           |  |  |            |            |  |  |        |        |
|  | Havana Shots Aargau         |                          |                          | 2     |                           |                           |  |  |            |            |  |  |        |        |
|  | Beachkick Ladies Berlin     | 0                        |                          |       |                           |                           |  |  |            |            |  |  |        |        |
|  | Beachkick Ladies Berlin     | 0                        | AIS Playas de San Javier | 2     |                           |                           |  |  |            |            |  |  |        |        |
|  |                             |                          | AIS Playas de San Javier | 2     |                           |                           |  |  |            |            |  |  |        |        |
|  |                             | WFC Zvezda               | 4                        |       | Finale per il terzo posto | Finale per il terzo posto |  |  |            |            |  |  |        |        |
|  | Roses Platja                | WFC Zvezda               | 4                        | 5     | Finale per il terzo posto | Finale per il terzo posto |  |  |            |            |  |  |        |        |
|  | Roses Platja                |                          |                          | 5     |                           |                           |  |  |            |            |  |  |        |        |
|  | Sporting CP                 | 2                        |                          |       |                           |                           |  |  |            |            |  |  |        |        |
|  | Sporting CP                 | 2                        | Roses Platja             | 1     | AIS Playas de San Javier  | 3                         |  |  |            |            |  |  |        |        |
|  |                             |                          | Roses Platja             | 1     | AIS Playas de San Javier  | 3                         |  |  |            |            |  |  |        |        |
|  |                             | AIS Playas de San Javier | 3                        |       | Amnéville                 | 1                         |  |  |            |            |  |  |        |        |
|  | Lokrians                    | AIS Playas de San Javier | 3                        | 1     | Amnéville                 | 1                         |  |  |            |            |  |  |        |        |
|  | Lokrians                    |                          |                          | 1     |                           |                           |  |  |            |            |  |  |        |        |
|  | AIS Playas de San Javier    | 10                       |                          |       |                           |                           |  |  |            |            |  |  |        |        |
|  | AIS Playas de San Javier    | 10                       |                          |       |                           |                           |  |  |            |            |  |  |        |        |

### Partite

#### Ottavi
| Squadra 1             | Risultato                | Squadra 2                |
| --------------------- | ------------------------ | ------------------------ |
| Amnéville             | 7-5 Report(ru)           | KU AZS UAM Poznan        |
| Femenino Cáceres      | 3-3 (3-1 dcr) Report(ru) | Higicontrol Melilla      |
| Lady Grembach EE Łódź | 4-3 (dts) Report(ru)     | Madrid                   |
| Terracina Ladies      | 2-4 Report(ru)           | Portsmouth Ladies        |
| WFC Zvezda            | 6-2 Report(ru)           | HTC Zwolle               |
| Havana Shots Aargau   | 2-0 Report(ru)           | Beachkick Ladies Berlin  |
| Roses Platja          | 5-2 Report(ru)           | Sporting CP              |
| Lokrians              | 1-10 Report(ru)          | AIS Playas de San Javier |

## Piazzamenti

### 9º-16º posto

#### Quarti 9º-16º posto
| Squadra 1           | Risultato                | Squadra 2               |
| ------------------- | ------------------------ | ----------------------- |
| Higicontrol Melilla | 5-0 Report(ru)           | KU AZS UAM Poznan       |
| Terracina Ladies    | 5-0 (2-0 dcr) Report(ru) | Madrid                  |
| HTC Zwolle          | 2-1 Report(ru)           | Beachkick Ladies Berlin |
| Sporting CP         | 6-2 Report(ru)           | Lokrians                |

#### Semifinali 13º-16º posto
| Squadra 1               | Risultato      | Squadra 2         |
| ----------------------- | -------------- | ----------------- |
| Madrid                  | 7-1 Report(ru) | KU AZS UAM Poznan |
| Beachkick Ladies Berlin | 7-3 Report(ru) | Lokrians          |

#### Semifinali 9º-12º posto
| Squadra 1           | Risultato      | Squadra 2        |
| ------------------- | -------------- | ---------------- |
| Higicontrol Melilla | 3-1 Report(ru) | Terracina Ladies |
| Sporting CP         | 3-2 Report(ru) | HTC Zwolle       |

#### Finale 15º-16º posto
| Squadra 1 | Risultato      | Squadra 2         |
| --------- | -------------- | ----------------- |
| Lokrians  | 5-4 Report(ru) | KU AZS UAM Poznan |

#### Finale 13º-14º posto
| Squadra 1               | Risultato      | Squadra 2 |
| ----------------------- | -------------- | --------- |
| Beachkick Ladies Berlin | 5-4 Report(ru) | Madrid    |

#### Finale 11º-12º posto
| Squadra 1  | Risultato      | Squadra 2        |
| ---------- | -------------- | ---------------- |
| HTC Zwolle | 1-0 Report(ru) | Terracina Ladies |

#### Finale 9º-10º posto
| Squadra 1   | Risultato      | Squadra 2           |
| ----------- | -------------- | ------------------- |
| Sporting CP | 4-1 Report(ru) | Higicontrol Melilla |

### 5º-8º posto

#### Semifinali 5º-8º posto
| Squadra 1           | Risultato      | Squadra 2             |
| ------------------- | -------------- | --------------------- |
| Femenino Cáceres    | 2-5 Report(ru) | Lady Grembach EE Łódź |
| Havana Shots Aargau | 5-6 Report(ru) | Roses Platja          |

#### Finale 7º-8º posto
| Squadra 1           | Risultato      | Squadra 2        |
| ------------------- | -------------- | ---------------- |
| Havana Shots Aargau | 1-3 Report(ru) | Femenino Cáceres |

#### Finale 5º-6º posto
| Squadra 1    | Risultato      | Squadra 2             |
| ------------ | -------------- | --------------------- |
| Roses Platja | 2-6 Report(ru) | Lady Grembach EE Łódź |

## Classifica marcatori
Giocatori che hanno segnato almeno 5 goals
14 goals
- Melissa Gomes ( Amnéville)

12 goals
- Molly Clark ( Portsmouth Ladies)
- Natalia de Francisco Gomez ( Higicontrol Melilla)

11 goals
- Gemma Hillier ( Portsmouth Ladies)

10 goals
- Federica Marino ( Lokrians)

9 goals
- Adri ( Lady Grembach EE Łódź)

8 goals
- Katie James ( Portsmouth Ladies)
- Alba Mellado ( Madrid)
- Carla Morera ( Roses Platja)

7 goals
- Saki Kushiyama ( Lady Grembach EE Łódź)
- Jade Widdowson ( Portsmouth Ladies)
- Carolina González ( AIS Playas de San Javier)

6 goals
- Mariana Rosa ( Sporting CP)
- Noele Bastos ( Terracina Ladies)
- Laura Del Río ( Madrid)
- Anastasiia Gorshkova ( WFC Zvezda)
- Andrea Miron ( AIS Playas de San Javier)
- Anna Cherniakova ( WFC Zvezda)

5 goals
- Sandra Genovesi ( Havana Shots Aargau)
- Sarah Kempson ( Portsmouth Ladies)
- Louisa Meza ( Sporting CP)
- Lorena Asensio ( Higicontrol Melilla)
- Maria Soto ( Higicontrol Melilla)
- Marta Stodulska ( Lady Grembach EE Łódź)
- Silvia Ferrer ( Roses Platja)
- Selene Alegre ( Femenino Cáceres)
- Celine van Velsen ( HTC Zwolle)

## Classifica finale
| Posizione | Squadra                  |
| --------- | ------------------------ |
|           | WFC Zvezda               |
| 2         | Portsmouth Ladies        |
| 3         | AIS Playas de San Javier |
| 4         | Amnéville                |
| 5         | Lady Grembach EE Łódź    |
| 6         | Roses Platja             |
| 7         | Femenino Cáceres         |
| 8         | Havana Shots Aargau      |
| 9         | Sporting CP              |
| 10        | Higicontrol Melilla      |
| 11        | HTC Zwolle               |
| 12        | Terracina Ladies         |
| 13        | Beachkick Ladies Berlin  |
| 14        | Madrid                   |
| 15        | Lokrians                 |
| 16        | KU AZS UAM Poznan        |